# Regio-Tour 2001
Il Regio-Tour 2001, diciassettesima edizione della corsa, si svolse dall'8 al 12 agosto 2001 su un percorso di 739 km ripartiti in 5 tappe (la seconda suddivisa in due semitappe), con partenza da Herbolzheim e arrivo a Vogtsburg im Kaiserstuhl. Fu vinto dal francese Patrice Halgand della Jean Delatour davanti al moldavo Ruslan Ivanov e al francese Gilles Bouvard.

## Tappe
| Tappa  | Data      | Percorso                                  | km    | Vincitore di tappa | Leader cl. generale |
| ------ | --------- | ----------------------------------------- | ----- | ------------------ | ------------------- |
| 1ª     | 8 agosto  | Herbolzheim > Lahr                        | 161,7 | Patrice Halgand    | Patrice Halgand     |
| 2ª-1ª  | 9 agosto  | Bad Bellingen > Müllheim                  | 86,4  | Biagio Conte       | Patrice Halgand     |
| 2ª-2ª  | 9 agosto  | Mülhausen > Mülhausen (cron. individuale) | 14,4  | Ruslan Ivanov      | Ruslan Ivanov       |
| 3ª     | 10 agosto | Neuenburg am Rhein > Guebwiller           | 180   | Saulius Ruskys     | Ruslan Ivanov       |
| 4ª     | 11 agosto | Friburgo > Feldberg                       | 152,5 | Patrice Halgand    | Ruslan Ivanov       |
| 5ª     | 12 agosto | Emmendingen > Vogtsburg im Kaiserstuhl    | 144,4 | Biagio Conte       | Patrice Halgand     |
| Totale | Totale    | Totale                                    | 739   |                    |                     |

## Dettagli delle tappe

### 1ª tappa
- 8 agosto: Herbolzheim > Lahr – 161,7 km

| Pos. | Corridore         | Squadra       | Tempo    |
| ---- | ----------------- | ------------- | -------- |
| 1    | Patrice Halgand   | Jean Delatour | 3h44'54" |
| 2    | Massimiliano Mori | Saeco         | s.t.     |
| 3    | Andrej Hauptman   | Tacconi Sport | s.t.     |

| Pos. | Corridore       | Squadra       | Tempo    |
| ---- | --------------- | ------------- | -------- |
| 1    | Patrice Halgand | Jean Delatour | 3h44'44" |

### 2ª tappa - 1ª semitappa
- 9 agosto: Bad Bellingen > Müllheim – 86,4 km

| Pos. | Corridore         | Squadra       | Tempo    |
| ---- | ----------------- | ------------- | -------- |
| 1    | Biagio Conte      | Saeco         | 2h03'35" |
| 2    | Danilo Hondo      | Telekom       | s.t.     |
| 3    | Gabriele Balducci | Tacconi Sport | s.t.     |

| Pos. | Corridore       | Squadra       | Tempo    |
| ---- | --------------- | ------------- | -------- |
| 1    | Patrice Halgand | Jean Delatour | 5h48'19" |

### 2ª tappa - 2ª semitappa
- 9 agosto: Mülhausen > Mülhausen (cron. individuale) – 14,4 km

| Pos. | Corridore       | Squadra       | Tempo  |
| ---- | --------------- | ------------- | ------ |
| 1    | Ruslan Ivanov   | Alessio       | 18'45" |
| 2    | Jean Nuttli     | Phonak        | a 30"  |
| 3    | Patrice Halgand | Jean Delatour | a 32"  |

| Pos. | Corridore     | Squadra | Tempo    |
| ---- | ------------- | ------- | -------- |
| 1    | Ruslan Ivanov | Alessio | 6h07'22" |

### 3ª tappa
- 10 agosto: Neuenburg am Rhein > Guebwiller – 180 km

| Pos. | Corridore         | Squadra       | Tempo    |
| ---- | ----------------- | ------------- | -------- |
| 1    | Saulius Ruskys    | Gerolsteiner  | 4h18'06" |
| 2    | Gabriele Balducci | Tacconi Sport | s.t.     |
| 3    | Malte Urban       | Coast         | s.t.     |

| Pos. | Corridore     | Squadra | Tempo     |
| ---- | ------------- | ------- | --------- |
| 1    | Ruslan Ivanov | Alessio | 10h25'28" |

### 4ª tappa
- 11 agosto: Friburgo > Feldberg – 152,5 km

| Pos. | Corridore        | Squadra       | Tempo    |
| ---- | ---------------- | ------------- | -------- |
| 1    | Patrice Halgand  | Jean Delatour | 3h38'45" |
| 2    | Andrej Hauptman  | Tacconi Sport | s.t.     |
| 3    | Raffaele Ferrara | Alessio       | a 3"     |

| Pos. | Corridore     | Squadra | Tempo     |
| ---- | ------------- | ------- | --------- |
| 1    | Ruslan Ivanov | Alessio | 14h04'16" |

### 5ª tappa
- 12 agosto: Emmendingen > Vogtsburg im Kaiserstuhl – 144,4 km

| Pos. | Corridore    | Squadra | Tempo    |
| ---- | ------------ | ------- | -------- |
| 1    | Biagio Conte | Saeco   | 3h25'31" |
| 2    | Danilo Hondo | Telekom | s.t.     |
| 3    | Malte Urban  | Coast   | s.t.     |

| Pos. | Corridore       | Squadra       | Tempo     |
| ---- | --------------- | ------------- | --------- |
| 1    | Patrice Halgand | Jean Delatour | 17h29'45" |
| 2    | Ruslan Ivanov   | Alessio       | a 2"      |
| 3    | Gilles Bouvard  | Jean Delatour | a 43"     |

## Classifiche finali

### Classifica generale
| Pos. | Corridore         | Squadra                      | Tempo     |
| ---- | ----------------- | ---------------------------- | --------- |
| 1    | Patrice Halgand   | Jean Delatour                | 17h29'45" |
| 2    | Ruslan Ivanov     | Alessio                      | a 2"      |
| 3    | Gilles Bouvard    | Jean Delatour                | a 43"     |
| 4    | Andrej Hauptman   | Tacconi Sport-Vini Caldirola | a 45"     |
| 5    | Rolf Aldag        | Team Deutsche Telekom-ARD    | a 51"     |
| 6    | Alessandro Guerra | Alexia Alluminio             | a 52"     |
| 7    | Raffaele Ferrara  | Alessio                      | a 56"     |
| 8    | Patrik Sinkewitz  | Mapei-Quick Step             | a 1'04"   |
| 9    | Alexandre Moos    | Phonak Hearing Systems       | a 1'15"   |
| 10   | Martin Cotar      | Post Swiss Team              | a 1'17"   |